# Mesoleius articularis
Mesoleius articularis är en stekelart som beskrevs av Davis 1897. Mesoleius articularis ingår i släktet Mesoleius och familjen brokparasitsteklar. Inga underarter finns listade i Catalogue of Life.